# Yuki Horigome
Yuki Horigome (født 13. december 1992) er en japansk fodboldspiller, som spiller for den japanske fodboldklub JEF United Chiba.